# إل دي (سيجارة)

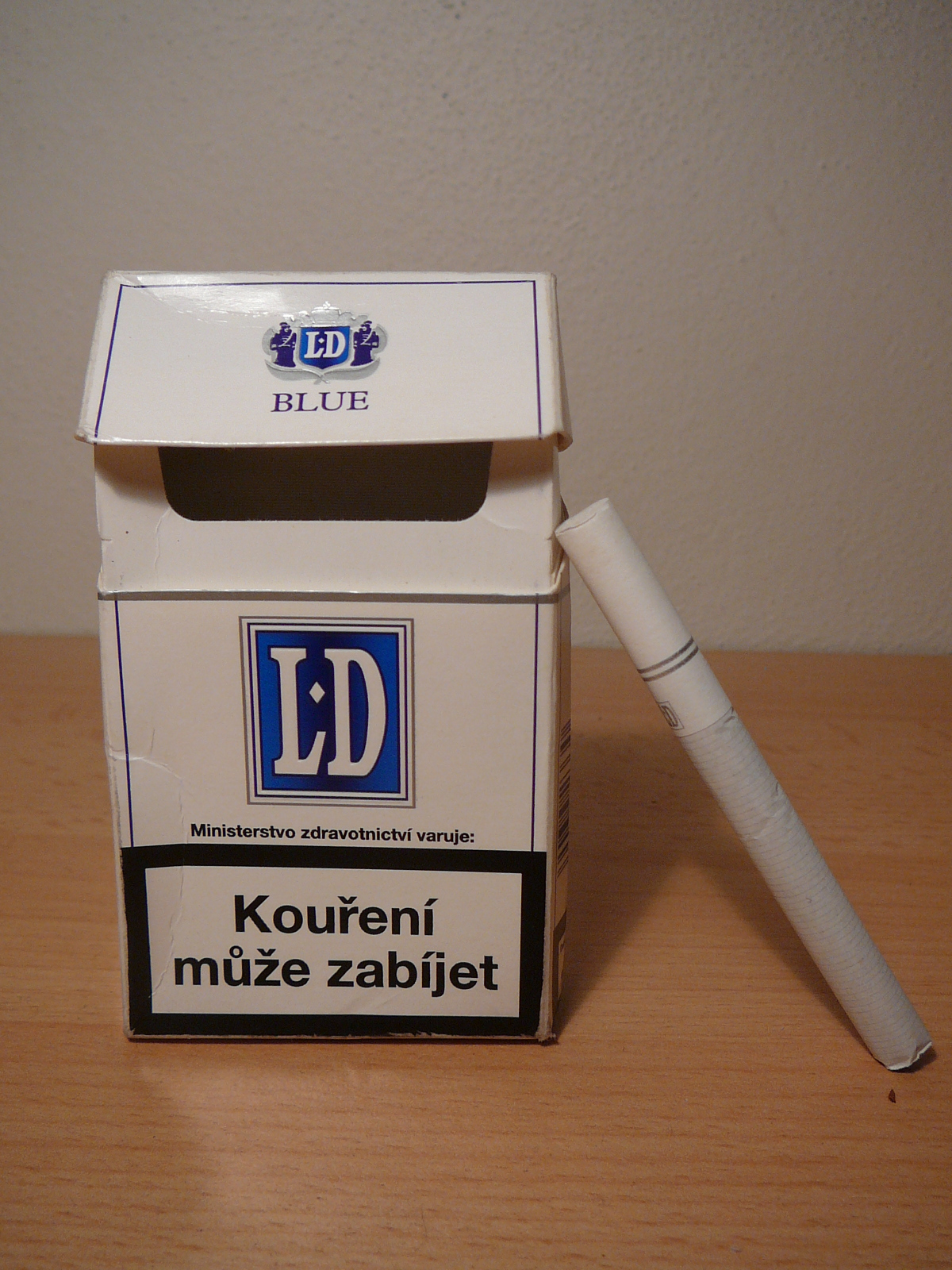
عبوة سجائر تشيكية قديمة من نوع إل دي (LD)، مع نص تحذيري تشيكي في أسفل العبوة

إل دي LD (اختصارًا لاسم  Liggett Ducat اسم الشركة المصنعة الأصلية) هي علامة تجارية عالمية للسجائر، تملكها حاليًا شركة جابان توبوكو. يتم تصنيعها في تركيا لصالح شركة JT International U.S.A. ويتميز بعدة نكهات 

## التاريخ
تم إطلاق إل دي بدايةً في روسيا في عام 1999 وسرعان ما أصبحت العلامة التجارية رقم واحد للسجائر في روسيا وانتشرت في جميع أنحاء العالم. تم شراء ليجيت دوكات في عام 2000 من قبل مجموعة جالاهار، والتي استحوذت عليها شركة JTI بدورها في عام 2007. تم إغلاق مصنع ليجيت دوكات الأصلي في عام 2016، حيث كانت تُصنَع إل دي.
في عام 2016، أعلنت JTI عن رغبتهم بإطلاق علامة إل دي التجارية في أسواق السجائر في الولايات المتحدة مع الأنواع التالية: الأحمر، الفضي، المنثول (الأخضر). كانت ستصبح العلامة التجارية علامة تجارية مخفضة وسيكون سعرها 2.81 دولار للعبوة. وكانت تهدف لتحدي العلامات التجارية المخفضة مثل L&M التي تكلف 3.69 دولارًا وPall Mall التي تكلف 3.49 دولارًا. قُدِمَت إل دي في ولايتي كارولينا الشمالية وكارولينا الجنوبية باعتبارها اختبار في السوق، وإذا نجحت، فسيتم إطلاقها على مستوى البلاد في عام 2017 بـ 10 أنواع.

## الأسواق
تباع إل دي في 54 سوقًا حول العالم والتي تشمل البلدان التالية: روسيا والبوسنة والهرسك والدنمارك والنمسا وبولندا والمجر وجمهورية التشيك وكرواتيا وصربيا وإستونيا ولاتفيا وليتوانيا وماليزيا ومصر وبيلاروسيا وأوكرانيا وأذربيجان والجبل الأسود، وكازاخستان، وقيرغيزستان، وبنغلادش، والسودان، وجنوب أفريقيا، وسنغافورة، ورومانيا، وإسرائيل، ومنغوليا، والجبل الأسود، وتايوان، وكندا، والأردن، وجزر المالديف، والولايات المتحدة، والمكسيك، وأندورا، والمغرب والجزائر.